# صامت احتكاكي

الصمت الاحتكاكي

الصامت الاحتكاكي أو رخاوة أو الرخو (كما في كتاب سيبويه) هو صوت كلامي ينتج بدفع الهواء عبر ممر ضيق مما يحدث صوتا مسموعا. يحدث هذا بتقريب موضعين من مواضع النطق من بعضهما ودفع الهواء بينهما. على سبيل المثال، الصامت الاحتكاكي الشفهي-السني ‎/f/‏ (ف) ينتج بتقريب أسنان الفك العلوي من الشفة السفلية ودفع الهواء بينهما، والصامت الاحتكاكي الطبقي ‎/x/‏ (خ فارسية) ينتج بتقريب مؤخرة اللسان من الحنك الرخو ودفع الهواء بينهما.

## لغةً واصطلاحًا
الرخاوة لغة تعني اللين، واصطلاحاً جريان الصوت عند النطق بحرف من حروف الرخاوة لضعف الاعتماد عليه في المخرج. وحروفه خمسة عشر حرفاً وهي: فحثه شخص س + (ذ - ز - ض - ظ -غ)+ حروف المد (ا – ي – و) المسبوقة بحركة من جنسها) وحرفا اللين (و - ي الساكنين المسبوقان بفتح). [بحاجة لمصدر]

## سبب التسمية
وصفت بالرخاوة للينها وضعف الاعتماد عليها في مخرجها، فلم تقو على منع الصوت من الجريان، فيجري النفس والصوت معهم. مثل: أشْ - أصْ - أسْ - أهـْ (والهاء شديدة الضعف، لأن صفاتها كلها ضعيفة، ولا تتصف بأي صفة قوة).

## أقسام الاحتكاكيات
تقسم الصامتات الاحتكاكية إلى احتكاكيات صفيرية أو هسيسية (بالإنجليزية: sibilant "هسّي" أو "هسيسي")‏ واحتكاكيات غير صفيرية واحتكاكيات جانبية. تختلف الصفيريات عن غير الصفيريات أساسا في شكل المقطع العرضي للسان أثناء إنتاجها، حيث في غير الصفيريات يكون المقطع العرضي للسان مستويا وتكون القناة التي يمر عبرها تيار الهواء عريضة، أما في الصفيريات يكون المقطع العرضي للسان مقعرا وتكون القناة التي يمر عبرها تيار الهواء ضيقة وتقود إلى حواف الأسنان. من أمثلة الصفيريات ‎/s/‏ (س) و‎/ʃ/‏ (ش) ومن أمثلة غير الصفيريات ‎/f/‏ (ف) و‎/θ/‏ (ث) و‎/x/‏ (خ فارسية).
أما الجانبيات فتتميز بأن الهواء يمر فيها على جانبي اللسان بدلا من المرور على محوره، ويتم هذا بإلصاق جانبي أو أحد جانبي اللسان على الأضراس أثناء النطق، وأشهر هذه الأصوات هو الاحتكاكي الجانبي اللثوي المهموس ‎/ɬ/‏ والمجهور ‎/ɮ/‏ وهذان الصوتان موجودان في لغات جنوب الجزيرة العربية كالمهرية والسوقطرية في اليمن والشحرية والحرصوصية في عمان. ومن الأمثلة على هذه الأصوات أيضا صوت حرف الضاد الفصيح الذي وصفه سيبويه في كتابه ‎/ɮˤ/‏ وهو يتميز بالإطباق أو البلعمة؛ وأيضا الصوت الأصلي لحرف الشين ‎/ɬ/‏ والذي يعود إلى زمن يسبق زمن سيبويه.